# Lý Thượng Phúc
Lý Thượng Phúc (tiếng Trung: 李尚福; sinh tháng 2 năm 1958) là một kỹ sư quân sự,  Thượng tướng Quân Giải phóng Nhân dân Trung Quốc (PLA). Ông là Ủy viên Quân ủy Trung uơng, Ủy viên Ủy ban Trung ương Đảng Cộng sản Trung Quốc khóa XX, khóa XIX, Nguyên Bộ trưởng Bộ Quốc phòng Trung Quốc. Trước đó, ông từng giữ chức Chủ nhiệm Bộ Phát triển Trang bị Quân ủy Trung ương Trung Quốc, Phó Tư lệnh kiêm Tham mưu trưởng Quân chủng Chi viện Chiến lược và Phó Chủ nhiệm Tổng cục Trang bị. Ông đã trải qua 31 năm công tác tại Trung tâm phóng vệ tinh Tây Xương, trong đó có 10 năm làm Chủ nhiệm Trung tâm.

## Tiểu sử
Lý Thượng Phúc sinh tháng 2 năm 1958 tại Thành Đô, tỉnh Tứ Xuyên, ông là người gốc Hưng Quốc, tỉnh Giang Tây. Ông là con của Lý Thiệu Châu (李绍 珠), một cựu chiến binh Hồng quân, cựu Phó Tư lệnh Bộ Chỉ huy Tây Nam Thiết đạo binh Quân Giải phóng Nhân dân Trung Quốc, tức binh chủng đường sắt PLA.
Năm 1978, Lý Thượng Phúc nhập học Trường Đại học Công nghệ Quốc phòng Trung Quốc, chuyên ngành Kỹ thuật Tên lửa. Sau khi tốt nghiệp kỹ sư quân sự năm 1982, ông bắt đầu công tác tại Trung tâm phóng vệ tinh Tây Xương như một kỹ thuật viên.
Tháng 12 năm 2003, Lý Thượng Phúc được bổ nhiệm giữ chức vụ Chủ nhiệm Trung tâm phóng vệ tinh Tây Xương ở tuổi 45. Tháng 7 năm 2006, ông được phong quân hàm Thiếu tướng. Trong mười năm làm Chủ nhiệm Trung tâm Tây Xương, Lý Thượng Phúc giám sát nhiều lần phóng tên lửa, bao gồm cả việc Hằng Nga-2 được phóng lên quỹ đạo bằng tên lửa đẩy Trường Chinh-3 tại Trung tâm phóng vệ tinh Tây Xương ở tỉnh Tứ Xuyên vào tháng 10 năm 2010.
Sau 31 năm công tác tại Trung tâm Phóng vệ tinh Tây Xương, tháng 9 năm 2013, Lý Thượng Phúc được bổ nhiệm làm Tham mưu trưởng Tổng cục Trang bị Quân Giải phóng Nhân dân Trung Quốc (GAD), thay thế Thiếu tướng Thượng Hoành. Tháng 12 năm 2014, ông nhậm chức Phó Chủ nhiệm Tổng cục Trang bị (GAD).
Tháng 1 năm 2016, Trung Quốc tái cơ cấu tổ chức quân đội, Lý Thượng Phúc được chỉ định làm Phó Tư lệnh kiêm Tham mưu trưởng Quân chủng Chi viện Chiến lược Quân Giải phóng Nhân dân Trung Quốc. Tháng 8 năm 2016, Lý Thượng Phúc được phong quân hàm Trung tướng.
Tháng 9 năm 2017, Lý Thượng Phúc được bổ nhiệm làm Chủ nhiệm Bộ Phát triển Trang bị Quân ủy Trung ương Trung Quốc, cơ quan kế thừa của Tổng cục Trang bị (GAD), thay thế tướng Trương Hựu Hiệp.
Ngày 24 tháng 10 năm 2017, tại Đại hội Đảng Cộng sản Trung Quốc lần thứ XIX, Lý Thượng Phúc được bầu làm Ủy viên Ban Chấp hành Trung ương Đảng Cộng sản Trung Quốc khóa XIX. Tháng 7 năm 2019, ông được thăng quân hàm Thượng tướng.
Vào ngày 20 tháng 9 năm 2018, Lý Thượng Phúc, cùng với Phòng Phát triển Thiết bị, đã bị chính phủ Hoa Kỳ xử phạt vì "tham gia vào các giao dịch quan trọng với những người" bị trừng phạt theo Đạo luật Chống lại Kẻ thù của nước Mỹ thông qua trừng phạt, cụ thể là đối với các giao dịch liên quan đến "việc Nga chuyển giao cho Trung Quốc Máy bay chiến đấu Su-35 và thiết bị liên quan đến hệ thống tên lửa đất đối không S-400″.
Tháng 10 năm 2022, ông được bầu làm Ủy viên Quân ủy Trung ương Đảng Cộng sản Trung Quốc lần thứ 20, đồng thời là quân nhân đầu tiên trong lực lượng hỗ trợ chiến lược vào Quân ủy. 
Ngày 12 tháng 3 năm 2023, Quốc hội Trung Quốc bầu tướng Lý Thượng Phúc làm Bộ trưởng Quốc phòng, thay thế người tiền nhiệm Ngụy Phượng Hòa. Theo giới phân tích, việc một tướng kỹ thuật được thăng chức lên vị trí người đứng đầu Bộ Quốc phòng báo hiệu Bắc Kinh ngày càng chú trọng hơn vào hiện đại hóa quân đội.
Lý Thượng Phúc bị Ủy ban Kiểm tra Kỷ luật và Ủy ban Giám sát của Quân ủy Trung ương lập án thẩm tra, điều tra vì “vi phạm kỷ luật, pháp luật nghiêm trọng” từ 31/8/2023. Ông cũng bị Quân ủy Trung ương tước quân tịch và quân hàm Thượng tướng. Đến tháng 10/2023, ông Lý Thượng Phúc đã bị miễn nhiệm chức Bộ trưởng Quốc phòng và Ủy viên Quốc vụ. Ngày 27 tháng 6 năm 2024, Lý Thượng Phúc cùng với Ngụy Phượng Hòa bị khai trừ khỏi Đảng và chuyển sang cơ quan kiểm sát khởi tố vì nghi ngờ phạm tội đưa và nhận hối lộ.